# Чириков, Андрей Дмитриевич
 Андрей Дмитриевич Чириков  (1849—1912) — русский фармаколог.

## Биография
Родился 16 (28) августа 1849 года в семье учителя. В 1859 году поступил в Первую Харьковскую гимназию, но из-за продолжительной болезни отца не смог продолжать обучение и в 1864 году поступил в аптеку А. М. Егорьева в Харькове в качестве фармацевта.
В 1869 году сдал экзамен на звание аптекарского помощника, а в 1871 году, после окончания курсов при Харьковском университете — на звание провизора. В 1871 году составил учебник, который был издан на средства университета. В 1872 году он переехал в Славянск, вблизи которого открыл завод для приготовления продуктов сухой перегонки животных отбросов.  С 1875 года состоял лаборантом при лаборатории Бахмутского солеварного и садового завода.
В конце 1877 года вернулся в Харьков и занял должность лаборанта при химической лаборатории университета. В 1878—1879 годах слушал лекции в университете и в 1880 году получил степень провизора. В 1882 году А. Д. Чириков получил должность приват-доцента фармации и фармакогнозии харьковского университета. В 1883 году за диссертацию «Исследование химического состава и физических свойств угля и антрацитов Донецкого бассейна» был удостоен степени магистра фармации.
С января 1885 года в течение трёх лет исполнял должность профессора по кафедре фармации и фармакогнозии и заведывал фармацевтической лабораторией в университете. С 1888 года был экстраординарным профессором кафедры фармации и фармакогнозии; с 1901 года — исполняющим обязанности ординарного профессора.
Деятельность Чирикова не ограничивалась чтением лекций в Харьковском университете — он такжепреподавал курс фармакогнозии и фармации в ветеринарном институте, при Харьковском медицинском обществе, а также при обществе «Красного Креста». Как уполномоченный Медицинского общества А. Д. Чириков вместе с профессором В. Я. Данилевским ходатайствовал перед министром народного просвещения об открытии в Харькове Женского медицинского института, с основанием которого в 1910 году, он был избран профессором кафедры фармации и фармакогнозии, а также заместителем директора института.
Читая теоретический и практический курсы фармации и фармакогнозии, Чириков, в основном, использовал собственными сочинения.
Умер в 1912 году после продолжительной болезни. В последнее время лекции в университете уже не читал, но состоял помощником директора и лектором женского медицинского института.